# Los Destellos
Los Destellos est un groupe péruvien de cumbia et rock instrumental, originaire du district de Rímac, Lima. Le nom Los Destellos a été adopté à partir du nom de sa directrice Edith Delgado sur la recommandation de son frère. Considéré comme le premier groupe tropical péruvien, il a compté plus de 90 musiciens et est surnommé La Universidad de la Cumbia Peruana (l'Université de la Cumbia péruvienne).

## Histoire
Au milieu de l'année 1967, Enrique Delgado fait ses premiers pas dans la cumbia péruvienne et devient un membre fondateur du groupe. En 1968, le boom de la cumbia péruvienne commence, dans divers lieux du centre de Lima. En mai de la même année, ils commencent à se produire dans divers cinémas de Lima, comme le Perricholi, l'Excelsior, l'Ídolo, et le Central, entre autres, avec Matias Fajardo à la basse, Guillermo Medina à la deuxième guitare et Eduardo Rivera à la batterie. Au milieu de l'année 1968, Delgado Montes sort le premier album studio du groupe avec les trois lignes musicales de la cumbia costeña, andine et amazonienne.
Dans les années 1970, ils se produisent aux Recepciones Colón et au Salón La Selva, et voyagent également dans différents départements du Pérou. Au début, ils ne jouaient que des chansons instrumentales, jusqu'à ce que le groupe compose l'un de ses plus célèbres tubes, Elsa. À partir de ce moment-là, d'autres chansons seront chantées, comme Muchachita celosa, Quinceañera, La Pastorcita, El Campesino, et Tormentos. Au début de 1980, le groupe se sépare. En 1984, Edith Delgado Montes, sœur d'Enrique et représentante du groupe depuis 1973, relance le groupe avec de nouveaux musiciens avec l'aide d'Oscar Casas à la coordination.
Enrique Delgado décède au début de l'année 1996. Cette même année, Edith Delgado Montes relance le groupe pour la deuxième fois. En 1997, le percussionniste Néstor Galván est élu directeur musical du groupe. Depuis lors, ils enregistreront plus de 90 albums et effectueront des tournées dans toute l'Europe et aux États-Unis. Plus tard, Los Destellos enregistrent La Guitarra triste, Muchachita celosa, Elsa, une reprise plus actualisée avec des instruments à clavier et des tambours, Mix destellante, Jardín de amor, Mal amor, La Colegiala, entre autres chansons, réussissant à capter une nouvelle masse d'adeptes au Pérou et à l'étranger. Ils participent aussi à la bande originale du film péruvien La Teta asustada de Claudia Llosa, nommé aux Oscars. En raison du caractère pionnier de leur musique, qui a été exportée en Europe et aux États-Unis, ils sont catalogués « ambassadeurs culturels de la cumbia péruvienne ».
En 2010, le groupe joue en concert pour célébrer ses 44 années d'existence.

## Discographie

### Albums studio
- 1968 : Los Destellos
- 1969 : En Órbita
- 1969 : Solo ellos
- 1970 : Mundial...
- 1971 : En la cumbre
- 1971 : Clase... aparte
- 1971 : Constelación
- 1973 : Arrollando
- 1974 : Destellantes
- 1975 : Linda chiquilina
- 1976 : Ojos azules
- 1976 : En Jira por todo el Perú
- 1977 : Los Incomparables del ritmo
- 1978 : 10 años de triunfo
- 1979 : Yo mismo soy
- 1980 : Para todo el mundo
- 1974, 1986 : El retorno triunfal de Enrique Delgado y sus Destellos
- 1996 : Los Destellos homenaje a Enrique Delgado
- 2014 : 38 Años de cumbia Los Destellos
- 2015 : Historia musical volumen !!
- 2016 : Los Destellos
- 2017 : El Baile del lorito
- 2018 : Historia Musical volumen 2
- 2019 : Himno Nacional del Perú (Versión Cumbia)

### Compilations
- 1974 : El millón de Los Destellos
- 1977 : Carmen Rosa y otros éxitos
- 1979 : El millón de Los Destellos
- 1985 : Una hora con... Los Destellos
- 1996 : Para Todo El Mundo Vol. II
- 2016 : Sicodélicos

### Singles
- 1968 : La Malvada et El Avispón
- 1968 : La Ardillita et Guajira sicodelica
- 1968 : Descarga eléctrica et El Renegón
- 1968 : Aprendiendo cumbia et El Chucu Chucu
- 1968 : La Charapita et Cuando Baila Narda
- 1969 : Hermosa melodía et Cumbia Morena
- 1969 : Cumbia del desierto et Descarga destello
- 1969 : Soldadito bailarín et Primavera triste
- 1969 : Las Chicas de tarapoto et Romance campesino
- 1969 : Apolo 11 et La Muerte del preso que se fugo para ir a bailar

## Distinctions
- Premio Internacional a la Excelencia pour Los Destellos de Edith Delgado Montes
- Diploma y medalla, Edith Delgado, Los Destellos, 40 Años, remis par l'Asociación Peruana de Autores y Compositores
- Premio Apdayc 2007 catégorie « meilleur groupe de tous les temps », Los Destellos, Edith Delgado Montes
- Trofeo Diana TV 2007 catégorie « Los Pioneros de la Cumbia Peruana »[3]
- Disques d'or et de platine dans les années 2008, 2009 et 2010, 2015, 2016, 2018, et 2019
- Premio Sol de Oro del Perú